# Regius Professor in Life Sciences (Dundee)
Der Regius Professor in Life Sciences ist eine 2013 durch Elizabeth II. anlässlich ihres diamantenen Thronjubiläums gestiftete Regius Professur für Life Sciences an der University of Dundee.

## Geschichte der Professur
Anlässlich des 60. Thronjubiläums von Elizabeth II., 2013, sollten ursprünglich sechs Regius-Professuren gestiftet werden, also eine je Jahrzehnt. Die Ergebnisse des Expertenpanels unter der Leitung des ehemaligen (bis 2010) Vizekanzlers der University of London, Graeme Davies, identifizierte so viele förderungswürdige Lehrstühle, dass schließlich zwölf Lehrstühle benannt wurden, darunter eine für das College of Life Sciences (CLS) an der University of Dundee.
Erster Professor wurde der vormalige Professor für molekulare Parasitologie und Dekan des CLS, Michael Anthony John Ferguson.

## Inhaber
| Name                          | Namenszusatz                       | von  | bis | Anmerkung |
| ----------------------------- | ---------------------------------- | ---- | --- | --- |
| Michael Anthony John Ferguson | C.B.E., F.R.S., F.R.S.E., F.MedSci | 2013 |     | Ferguson war wesentlich beteiligt an der Einführung der Einheit zur Entdeckung pharmazeutischer Substanzen (Drug Discovery Unit) und der Entwicklung der interdisziplinären Forschung im CLS. Sein außergewöhnlichen Beiträge zur Parasitologie wurden 2013 durch eine Royal Medal der Royal Society of Edinburgh gewürdigt. |